# Felipe Sánchez (futbolista)
Felipe Sánchez Astrolog (Rafaela, Argentina; 7 de abril de 2004) es un futbolista argentino. Juega de defensa central y su equipo actual es el F. C. Schalke 04 de la 2.Bundesliga.

## Trayectoria
Nació en Rafaela. Con paso por las inferiores del Atlético Rafaela, Sánchez entró a las inferiores del Gimnasia y Esgrima La Plata en 2021 y firmó su primer contrato profesional en marzo de 2023. Se afianzó en el equipo titular en su primera temporada.
En julio de 2024 se confirma la transferencia al FC Schalke 04 de la segunda categoría de la Liga de fútbol de Alemania. La venta se realizó por 1.400.000 dólares por el 100% de los derechos económicos. A Gimnasia y Esgrima La Plata le queda un 20% de una futura venta.
Además la partida de Felipe Sánchez incluye algunas bonificaciones por objetivos, que podrían llegar a otorgarle aproximadamente otro millón extra de la moneda norteamericana. El contrato que firmó con el conjunto alemán lo vincula hasta junio de 2028.

## Vida personal
Felipe Sánchez es hijo del exfutbolista Antonio Sánchez Astrolog que jugó en la Primera División de Gimnasia y Esgrima La Plata, Real Zaragoza, Atlético Rafaela y Defensores de Cambaceres.  

## Estadísticas

### Clubes
Actualizado al último partido disputado el 01 de agosto de 2025
| Club                                  | Div.          | Temporada     | Liga  | Liga  | Copas nacionales | Copas nacionales | Copas internacionales | Copas internacionales | Total | Total |
| Club                                  | Div.          | Temporada     | Part. | Goles | Part.            | Goles            | Part.                 | Goles                 | Part. | Goles |
| ------------------------------------- | ------------- | ------------- | ----- | ----- | ---------------- | ---------------- | --------------------- | --------------------- | ----- | ----- |
| Gimnasia y Esgrima La Plata Argentina | 1.ª           | 2023          | 26    | 0     | 3                | 0                | 3                     | 0                     | 32    | 0     |
| Gimnasia y Esgrima La Plata Argentina | 1.ª           | 2024          | 4     | 0     | 11               | 4                | 0                     | 0                     | 15    | 4     |
| Gimnasia y Esgrima La Plata Argentina | Total club    | Total club    | 30    | 0     | 14               | 4                | 3                     | 0                     | 47    | 4     |
| F. C. Schalke 04 · Alemania           | 2.ª           | 2024-25       | 9     | 0     | 2                | 0                | 0                     | 0                     | 11    | 0     |
| F. C. Schalke 04 · Alemania           | 2.ª           | 2025-26       | 1     | 0     | 0                | 0                | 0                     | 0                     | 1     | 0     |
| F. C. Schalke 04 · Alemania           | Total club    | Total club    | 10    | 0     | 2                | 0                | 0                     | 0                     | 12    | 0     |
| Total carrera                         | Total carrera | Total carrera | 40    | 0     | 16               | 4                | 3                     | 0                     | 59    | 4     |